# Соча (Колумбия)
Соча (исп. Socha) — небольшой город и муниципалитет на востоке центральной части Колумбии, на территории департамента Бояка. Входит в состав провинции Вальдеррама.

## История
Поселение, из которого позднее вырос город, было основано 22 октября 1540 года. Муниципалитет Соча был выделен в отдельную административную единицу в 1870 году.

## Географическое положение

Муниципалитет Соча

Город расположен в восточной части департамента, в горной местности Восточной Кордильеры, к востоку от реки Чикамоча, на расстоянии приблизительно 84 километров к северо-востоку от города Тунха, административного центра департамента. Абсолютная высота — 2685 метров над уровнем моря.
Муниципалитет Соча граничит на северо-западе с территориями муниципалитетов Сативасур и Пас-де-Рио, на юго-западе и юге — с муниципалитетом Таско, на востоке — с муниципалитетом Сокота. Площадь муниципалитета составляет 264 км².

## Население
По данным Национального административного департамента статистики Колумбии, совокупная численность населения города и муниципалитета в 2015 году составляла 7140 человек.
Динамика численности населения муниципалитета по годам:
| 2005 | 2006 | 2007 | 2008 | 2009 | 2010 | 2011 | 2012 | 2013 | 2014 | 2015 |
| ---- | ---- | ---- | ---- | ---- | ---- | ---- | ---- | ---- | ---- | ---- |
| 7593 | 7550 | 7505 | 7469 | 7432 | 7384 | 7342 | 7297 | 7241 | 7194 | 7140 |

Согласно данным переписи 2005 года мужчины составляли 50,2 % от населения Сочи, женщины — соответственно 49,8 %. В расовом отношении белые и метисы составляли 99,9 % от населения города; негры, мулаты и райсальцы — 0,1 %.
Уровень грамотности среди всего населения составлял 90,4 %.

## Экономика
62,2 % от общего числа городских и муниципальных предприятий составляют предприятия торговой сферы, 31 % — предприятия сферы обслуживания, 6,6 % — промышленные предприятия, 0,2 % — предприятия иных отраслей экономики.

## Транспорт
Через город проходит национальное шоссе № 64.